# Capitoli di Chi - Casa dolce casa
Questa è la lista dei capitoli di Chi - Casa dolce casa, manga realizzato da Konami Kanata e pubblicato da Kōdansha sulla rivista Weekly Morning dal 22 novembre 2004 al 23 giugno 2015. I capitoli sono stati poi raccolti in dodici volumi tankōbon. L'edizione italiana è stata edita da Panini Comics, sotto l'etichetta Planet Manga, dal 27 aprile 2013 al 12 marzo 2016.
L'opera è stata tradotta in lingua italiana da Mayumi Kobayashi e Davide Sarti; l'adattamento dei testi e la revisione dell'edizione sono state invece curate da Paolo Pederzini per i primi due volumi, e successivamente da Daniela Perissinotto. Andrea Renzoni si è occupato nei primi due volumi della letterizzazione, mentre a partire dal terzo volume tale ruolo è stato ricoperto da Miriam Esteban Rossi e Massimo Stella.

## Lista volumi
Nell'edizione italiana del manga, i titoli dei capitoli sono indicati come Home Made.
| 1  | 20 novembre 2004 | ISBN 978-4-06-334943-6                                                      | 27 aprile 2013   | ISBN 978-88-6304-432-4 |
| 1  | Capitoli - 1. Gatto che perde la strada - 2. Gatto che viene raccolto - 3. Gatto che se la vede brutta - 4. Gatto che ha la memoria corta - 5. Gatto che inizia a fare una cosa - 6. Gatto che si intristisce - 7. Gatto che incomincia a capire - 8. Gatto che si ricorda - 9. Gatto che sogna - 10. Gatto che si agita - 11. Gatto che si diverte - 12. Gatto che perde di nuovo la strada - 13. Gatto che litiga - 14. Gatto che va dal veterinario (parte prima) - 15. Gatto che va dal veterinario (parte seconda) - 16. Gatto che non vuole - 17. Gatto che trova una cosa - 18. Gatto che viene scoperto - 19. Gatto che ci tiene - 20. Gatto che rimane a casa da solo - Appendice. La My Sweet Home di Chi                  |                                                                             |                  |                        |
| 2  | 21 agosto 2005 | ISBN 978-4-06-372050-1                                                      | 29 giugno 2013   | ISBN 978-88-6304-711-0 |
| 2  | Capitoli - 21. Gatto che rimane estasiato - 22. Gatto che fa il bagno - 23. Gatto che lotta contro Yohei - 24. Gatto che cerca attenzioni - 25. Gatto che rimane di stucco - 26. Gatto che fa un incontro - 27. Gatto che disturba - 28. Gatto che viene mangiato - 29. Gatto che sbircia - 30. Gatto che racconta - 31. Gatto che si spreme le meningi - 32. Gatto che disturba - 33. Gatto alla ricerca - 34. Gatto all'inseguimento - 35. Gatto che torna a casa - 36. Gatto che si ribella - 37. Gatto che si oppone - 38. Gatto che diventa scontroso - Special Menu. Gatto che incontra Fukufuku - Appendice. Intervista all'autrice                                                                                           |                                                                             |                  |                        |
| 3  | 21 aprile 2006 | ISBN 978-4-06-372141-6 (ed. regolare) ISBN 978-4-06-362055-9 (ed. limitata) | 31 agosto 2013   | ISBN 978-88-6304-878-0 |
| 3  | Capitoli - 39. Gatto che imita l'altro gatto - 40. Gatto che viene fotografato - 41. Gatto che va a lezione - 42. Gatto che si deve nascondere - 43. Gatto che disturba la discussione - 44. Gatto che viene assalito - 45. Gatto che va d'accordo con lei - 46. Gatto che impara a cacciare - 47. Gatto che si ritrova con le spalle al muro - 48. Gatto che impara una regola importante - 49. Gatto che ce la mette tutta - 50. Gatto che desidera disperatamente uscire - 51. Gatto che implora - 52. Gatto nero fa una promessa - 53. Gatto che saluta - 54. Gatto che scopre una cosa - 55. Gatto che viene portato via - 56. Gatto che scappa di casa - Appendice. Come disegnare Chi!                                        |                                                                             |                  |                        |
| 4  | 23 aprile 2007 | ISBN 978-4-06-372286-4 (ed. regolare) ISBN 978-4-06-362079-5 (ed. limitata) | 26 ottobre 2013  | ISBN 978-88-912-5136-7 |
| 4  | Capitoli - 57. Gatto che si prepara - 58. Gatto che ipotizza - 59. Gatto che trasloca - 60. Gatto che annusa - 61. Gatto che esplora - 62. Gatto che sale - 63. Gatto che fa un giro di saluti - 64. Gatto che provoca - 65. Gatto che è in pensiero - 66. Gatto che fraintende - 67. Gatto che si taglia le unghie - 68. Gatto a tavola - 69. Gatto che gioca in giardino - 70. Gatto che scopre una cosa - 71. Gatto che si nasconde - 72. Gatto che insiste nel nascondersi - 73. Gatto che viene trovato - 74. Gatto che insegue - Special Menu. Due strane gatte: Chi e Kuro |                                                                             |                  |                        |
| 5  | 23 aprile 2008 | ISBN 978-4-06-375474-2 (ed. regolare) ISBN 978-4-06-362112-9 (ed. limitata) | 21 dicembre 2013 | ISBN 978-88-912-5279-1 |
| 5  | Capitoli - 75. Gatto che accoglie un ospite - 76. Gatto che dorme - 77. Gatto che ispeziona - 78. Gatto che finge di non aver fatto niente - 79. Gatto che immagina - 80. Gatto che viene pettinato - 81. Gatto che va fuori - 82. Gatto che si diverte tanto - 83. Gatto che fa una ricerca - 84. Gatto che torna a casa - 85. Gatto che riceve un invito - 86. Gatto che non è sincronizzato - 87. Gatto che è sincronizzato - 88. Gatto che si ferma - 89. Gatto che si fa delle domande - 90. Gatto che rincontra - 91. Gatto che riceve il latte - 92. Gatto che dà indicazioni - Home News Special. Chi diventa una serie animata con tanto di gadget                                                                          |                                                                             |                  |                        |
| 6  | 23 aprile 2009 | ISBN 978-4-06-375698-2 (ed. regolare) ISBN 978-4-06-362140-2 (ed. limitata) | 22 febbraio 2014 | ISBN 978-88-912-5320-0 |
| 6  | Capitoli - 93. Gatto che lascia delle tracce - 94. Gatto e i divieti - 95. Gatto che sfida un altro animale - 96. Gatto che incontra un altro gatto - 97. Gatto che invita un altro gatto a giocare - 98. Gatto che è soddisfatto - 99. Gatto che è contento - 100. Gatto che festeggia - 101. Gatto che comunica - 102. Gatto che viene risucchiato - 103. Gatto che fa cadere gli oggetti - 104. Gatto che sbircia - 105. Gatto che impara a comprendere gli altri - 106. Gatto che viene copiato - 107. Gatto che riceve una cosa - 108. Gatto che esce - 109. Gatto che continua a stare fuori - 110. Gatto che fa un passo avanti - Home News Special. Chi diventa di nuovo una serie animata                                   |                                                                             |                  |                        |
| 7  | 23 aprile 2010 | ISBN 978-4-06-375907-5                                                      | 19 aprile 2014   | ISBN 978-88-912-5401-6 |
| 7  | Capitoli - 111. Gatto che segue l'altro gatto - 112. Gatto che sottovaluta gli imprevisti - 113. Gatto che trova una barriera - 114. Gatto che viene trovato - 115. Gatto che si arrende - 116. Gatto che guarda la TV - 117. Gatto che si stupisce - 118. Gatto che rimane affascinato - 119. Gatto che tenta di infilare la zampa - 120. Gatto che fraintende - 121. Gatto che fila il formaggio - 122. Gatto che fiuta qualcosa - 123. Gatto che coglie un presagio - 124. Gatto che si ripara dalla pioggia - 125. Gatto che condivide - 126. Gatto che si sente male all'improvviso - 127. Gatto che vomita - 128. Gatto che ce la mette tutta - Home Made Special. Chi esce di casa e gira il mondo!                           |                                                                             |                  |                        |
| 8  | 22 aprile 2011 | ISBN 978-4-06-376054-5 (ed. regolare) ISBN 978-4-06-362191-4 (ed. limitata) | 21 giugno 2014   | ISBN 978-88-912-5408-5 |
| 8  | Capitoli - 129. Gatto che mostra un suo talento innato - 130. Gatto che spera di vedere il suo amico - 131. Gatto che controlla - 132. Gatto che si prende uno spavento - 133. Gatto che ha il batticuore - 134. Gatto che viene inseguito - 135. Gatto che si ritrova con le spalle al muro - 136. Gatto che fa un bel balzo - 137. Gatto che torna a casa sano e salvo - 138. Gatto che si rilassa - 139. Gatto che osserva - 140. Gatto che esce fuori - 141. Gatto che si intrufola - 142. Gatto che progetta la fuga - 143. Gatto che ci prova - 144. Gatto che fa preoccupare gli altri - 145. Gatto che comunica - 146. Gatto che ha le lacrime agli occhi - Home Made Special. Il servizio dall'America dell'inviata Chi     |                                                                             |                  |                        |
| 9  | 23 aprile 2012 | ISBN 978-4-06-376628-8 (ed. regolare) ISBN 978-4-06-362211-9 (ed. limitata) | 23 agosto 2014   | ISBN 978-88-912-5494-8 |
| 9  | Capitoli - 147. Gatto che è infastidito - 148. Gatto che implora - 149. Gatto che cerca di uscire - 150. Gatto che tiene il broncio - 151. Gatto che riceve un guinzaglio - 152. Gatto che si toglie il collare - 153. Gatto che si affretta - 154. Gatto che aspetta - 155. Gatto che si irrita - 156. Gatto che viene scambiato per un altro - 157. Gatto che prova ammirazione - 158. Gatto che diventa allievo - 159. Gatto che fa una prova - 160. Gatto che ha tanto sonno - 161. Gatto che viene cercato - 162. Gatto che si scioglie - 163. Gatto che si comporta come al solito - 164. Gatto che si rilassa - Home Made Special. Gatto che va in Cina                                                                       |                                                                             |                  |                        |
| 10 | 23 aprile 2013 | ISBN 978-4-06-376810-7 (ed. regolare) ISBN 978-4-06-362246-1 (ed. limitata) | 18 ottobre 2014  | ISBN 978-88-912-5552-5 |
| 10 | Capitoli - 165. Gatto che fa da guida - 166. Gatto che confronta due cose - 167. Gatto che viene osservato - 168. Gatto che fa angosciare gli altri - 169. Gatto che è in sintonia con l'altro - 170. Gatto che viene frainteso - 171. Gatto che equivoca - 172. Gatto che viene informato - 173. Gatto che va a dare un'occhiata - 174. Gatto che ha una cosa su cui riflettere - 175. Gatto che realizza - 176. Gatto che pone delle domande - 177. Gatto che riceve delle spiegazioni - 178. Gatto che fa esercizio - 179. Gatto che aspetta - 180. Gatto che impara una tecnica - 181. Gatto che si unisce ai suoi simili - 182. Gatto che comincia a cambiare - Home Made Special. Bonjour! Chi en France                       |                                                                             |                  |                        |
| 11 | 23 aprile 2014 | ISBN 978-4-06-376968-5 (ed. regolare) ISBN 978-4-06-358704-3 (ed. limitata) | 24 gennaio 2015  | ISBN 978-88-912-5647-8 |
| 11 | Capitoli - 183. Gatto che vuole parlare con gli altri - 184. Gatto che è confuso - 185. Gatto che ha qualcosa che non gli torna - 186. Gatto che subisce uno shock - 187. Gatto che nega - 188. Gatto che si accorge di una cosa - 189. Gatto che si dispera - 190. Gatto che viene chiamato da un'altra gatta - 191. Gatto che diventa molto sensibile - 192. Gatto che si rilassa in famiglia - 193. Gatto che si stupisce molto - 194. Gatto che viene chiamato insistentemente - 195. Gatto che cerca di ricordare il proprio passato - 196. Gatto che si mette a riflettere - 197. Gatto che viene cercato - 198. Gatto che viene rifiutato - 199. Gatto che si innervosisce - 200. Gatto che fa un incontro inaspettato        |                                                                             |                  |                        |
| 12 | 23 giugno 2015 | ISBN 978-4-06-377176-3 (ed. regolare) ISBN 978-4-06-358764-7 (ed. limitata) | 12 marzo 2016    | ISBN 978-88-912-6122-9 |
| 12 | Capitoli - 201. Gatto che cerca di ricordare cos'è successo - 202. Gatto che torna a essere contento - 203. Gatto che affronta un pericolo - 204. Gatto che corre - 205. Gatto che dà una mano - 206. Gatto che si accoccola - 207. Gatto che si affeziona - 208. Gatto che torna a casa - 209. Gatto che accetta la propria situazione - 210. Gatto che riesce a trovare il suo posto - 211. Gatto che saluta - 212. Gatto che si rende conto di ciò che è successo - 213. Gatto che affronta la realtà - 214. Gatto che prende una decisione - 215. Gatto che si mette a correre - 216. Gatto che continua a correre - 217. Gatto che continua a pensare - 218. Gatto che torna a casa - Home Made Special. Intervista all'autrice |                                                                             |                  |                        |